# ليون الخامس الأرمني
ليون الخامس الأرمني ((باليونانية: Λέων ὁ ἐξ Ἀρμενίας)‏, Leōn ho ex Armenias; 775 – توفي 24 ديسمبر 820) كان إمبراطور في الإمبراطورية البيزنطية من 813 إلى 820. جنرال كبير، أجبر سلفه، ميخائيل الأول رانجابي، على التنازل عن العرش وتولى العرش. أنهى الحرب المستمرة منذ عقد مع البلغار، وشرع في الفترة الثانية من حرب الأيقونات البيزنطية. تم اغتياله من قبل أنصار ميخائيل العموري، أحد أكثر جنرالاته ثقة، والذي خلفه على العرش.

## حياته
كان ليو ابن النبيل بارداس، الذي كان من سلالة أرمنية (وفقًا لثيوفانس المعرف، كان ليو أيضًا من سلالة «آشورية»، وهي سلالة سورية). خدم ليو في عام 803 في إمرة الجنرال المتمرد باردينس توركوس، وتخلى عنه لصالح الإمبراطور نقفور الأول. كافئ الإمبراطور ليو بمنحه قصرين، لكنه نفاه لاحقًا لزواجه من ابنة متمرد آخر، وهو النبيل أرسابر. من ناحية أخرى، يقول مصدر معاصر أن جنرالًا يدعى ليو من ثيمة أرمينياكون عوقب بسبب تعرضه لهزيمة مهينة على يد العرب خسر فيها رواتب وحداته الثيمية (يقترح باحث حديث أن ليو هذا ليس ليو الإمبراطور). تضمنت العقوبة أيضًا حرمانه من رتبته العسكرية، وضربه وقص شعره.
بترسيم من الإمبراطور ميخائيل الأول رانجابي، صار ليو حاكمًا لثيمة أنتالوك ومارس القيادة بصورة منضبطة ومنظمة في حرب مع العرب في عام 812، هزم فيها قوات عواصم القيليقية بقيادة ثابت بن نصر. نجا ليو من معركة فيرسينيكيا في عام 813 بترك ميدان المعركة، لكنه مع ذلك استغل هذه الهزيمة لإجبار ميخائيل الأول على التنحي لصالحه في 11 يوليو من عام 813. في حركة دبلوماسية، كتب رسالة إلى البطريرك نقفور يطمئنه فيها على أرثوذكسيته (كان جليًا أن نقفور يخشى إمكانية إعادة إحياء حرب الأيقونات). بعد شهر واحد، أثناء دخوله إلى تربيعة القصر، ركع أمام أيقونة السيد المسيح عند باب الدولة. من الخطوات الإضافية لتجنب أي اغتصابات مستقبلية للعرش كانت إخصاء أولاد ميخائيل.
بوجود كروم خان البلغار الذي كان يحاصر القسطنطينية برًا، ورث ليو الخامس وضعًا متقلقلًا. عرض إجراء مفاوضات شخصية مع الغازي وحاول قتله في كمين. فشلت الحيلة، ورغم أن كروم ترك حصاره للعاصمة، لكنه سيطر على أدرنة وأركاديوبوليس (لولابورغاز) وأخلاها من سكانها. وقتما مات كروم في ربيع عام 814، هزم ليو الخامس البلغار في ضواحي ميسيمبريا (نيسيبار) وأجرت الدولتان اتفاقية سلام لثلاثين عامًا في عام 815. وفقًا لبعض المصادر، شارك كروم في المعركة وترك ساحة المعركة بعد إصابته إصابة بالغة.
بسبب ترافق سياسة الأيقنة خاصة أسلافه مع الهزائم على أيدي البلغار والعرب، أعاد ليو الخامس إقرار تحطيم الأيقونات بعد عزل البطريرك نقفور والدعوة لسِنُودُس في القسطنطينية في عام 815. استخدم الإمبراطور سياسته المعتدلة المفضلة المقتضية مصادرة مقتنيات أماكن الأيقونات والأديرة، مثل دير ستوديوس الثري، الذي نفى رئيس أساقفته النافذ الراهب ثيودور.